# 서창 소나무
서창 소나무는 대한민국 전북특별자치도 무주군 적상면 사천리에 있는 소나무이다. 2011년 4월 11일 군산시의 향토문화유산 제2호로 지정되었다.

## 개요
수령 400여년으로 추정되는 노거수로써 주변 식생과 잘 어우러진 경관을 이루고 있으며, 대체로 생육이 왕성하다. 흉고들레 250cm이고 비록 수고가 8m 정도의 아담한 크기이나 아름다운 형상이다.

## 현지 안내문
수령 400~420년으로 추정되는 노거수로서 주변 식생과 잘 어우러져 경관을 이루고 있으며 대체도 생육이 왕성하다. 흉고둘레 250cm 수고가 8m 정도의 아담한 크기이나 아름다운 자태를 뽐내고 있다.
적성산성 서문으로 통하는 사천리 서창마을 동쪽 어귀에 서식하고 있으며, 임진왜란때 큰 공을 세운 장지현 장군 묘지 앞에 위치, 일명 '장군송'이라고 부르기도 한다.